# Sahara Press Service

Mapa del Sàhara Occidental amb el mur marroquí que separa els territoris ocupats, a l'oest, dels territoris alliberats, a l'est

Sahara Press Service (SPS) és una agència de premsa multilingüe que pertany al govern de la República Àrab Sahrauí Democràtica (RASD). L'agència informa principalment sobre notícies relacionades amb el govern i l'actualitat sahrauí, tant dels territoris alliberats, com dels territoris ocupats pel Marroc i dels camps de refugiats sahrauís a Tindouf, Algèria.

## Història
Es va establir als campaments de refugiats sahrauís el 29 de març de 1999, amb el precedent de l'agència de premsa del Front Polisario que s'havia creat el 1980. Entre els fundadors de l'SPS es trobava el periodista i el llavors Ministre d'Informació de la RASD, Mohamed-Fadel Ould Ismail Ould Es-Sweyih. El seu actual director i editor en cap és Saleh Nafee.
Les notícies es van publicar només en francès fins al 2001, l'any que es va obrir el lloc web de l'SPS. El març de 2001, les notícies van començar a publicar-se també en castellà. El 20 d'abril de 2003 van començar a publicar-se continguts en anglès. El 2005, l'SPS va afegir l'idioma àrab a les opcions del seu lloc web. Des de setembre de 2010, l'SPS publica un butlletí setmanal de notícies en format PDF. L'1 de juliol de 2012 van començar a publicar continguts en rus.
El 25 de gener de 2012, el president de la RASD, Mohamed Abdelaziz,va inaugurar la nova seu de l'agència de premsa als campaments de refugiats sahrauís.